# 관립대학
구 관립 대학(旧官立大学, きゅうかんりつだいがく)은 학제 개혁 전 일본에서 시행되던 대학령에 의거 국가에 의해서 설치된 구제 대학 또는 그 후신인 신제 대학을 가리키는 말이다. 후자를 가리키고 이용되는 경우는 대학들을 가리키는 말로서의 의미가 포함되는 것이 있다. 전자를 가리키는 경우 단순히 관립 대학이라고도 한다.

## 개요
관립 대학은 설립 목적 등에 따라 보다 더 세부적으로 나뉘게된다. 대부분은 제2차 세계 대전 후에 신제 대학으로, 현재는 구법제에 기초한 대학군으로 다룰 수도 있다. 제국 대학이 관리의 육성을 염두에 두고 설치된 것에 대해서 관립 대학은 국가에 의한 의학, 공학, 교육학, 경제학 등의 분야에서의 스페셜 리스트 육성을 주안으로 하고 있었다.

## 목록
- 상과대학
  - 도쿄상과대학 (1920년, 현재의 히토쓰바시 대학)
  - 고베상업대학 (1929년, 현재의 고베 대학)

- 공과대학
  - 도쿄 공업대학 (1929년)

- 의과대학
  - 가나자와의과대학 (1923년, 현재의 가나자와 대학)
  - 오카야마의과대학 (1922년, 현재의 오카야마 대학)
  - 치바의과대학 (1923년, 현재의 지바 대학)
  - 니이가타의과대학 (1922년, 현재의 니가타 대학)
  - 나가사키의과대학 (1923년, 현재의 나가사키 대학)
  - 구마모토의과대학 (1929년, 현재의 구마모토 대학)- 1925년 구마모토현의 공립대학으로서 승격했다. 그 후, 1929년에 관립 이관.

- 문리과대학
  - 동경문리과대학 (1929년, 현재의 쓰쿠바 대학)
  - 히로시마문리과대학 (1929년, 현재의 히로시마 대학)